# Koschendorf
Koschendorf, niedersorbisch Kóšnojce, ist ein zum Ortsteil Siewisch gehörender bewohnter Gemeindeteil der Stadt Drebkau im Landkreis Spree-Neiße in Brandenburg. Bis zur Eingemeindung nach Siewisch am 1. Juli 1950 war Koschendorf eine eigenständige Gemeinde.

## Geografische Lage
Koschendorf liegt rund fünf Kilometer nordnordwestlich des Drebkauer Stadtzentrums und zwölf Kilometer südwestlich von Cottbus. Umliegende Ortschaften sind Kackrow mit der Koselmühle im Norden, Leuthen im Osten, Siewisch im Süden, Illmersdorf im Westen und Brodtkowitz im Nordwesten. Zu Koschendorf gehört der südlich gelegene Wohnplatz Bollmühle. Nördlich der Ortschaft erstreckt sich der Cottbuser Stadtforst. Westlich fließt das Koselmühlenfließ von Süden kommend in nördlicher Richtung durch die Gemarkung, in den der nördlich gelegene Leuthener Hauptgraben entwässert.
Koschendorf liegt an der Kreisstraße 7126 zwischen Leuthen und Siewisch. Die Landesstraße 52 zwischen Calau und Drebkau liegt etwa vier Kilometer südlich und die Bundesstraße 169 zwischen Drebkau und Cottbus etwa fünf Kilometer östlich von Koschendorf.

## Geschichte

### Ersterwähnung und Besitzgeschichte

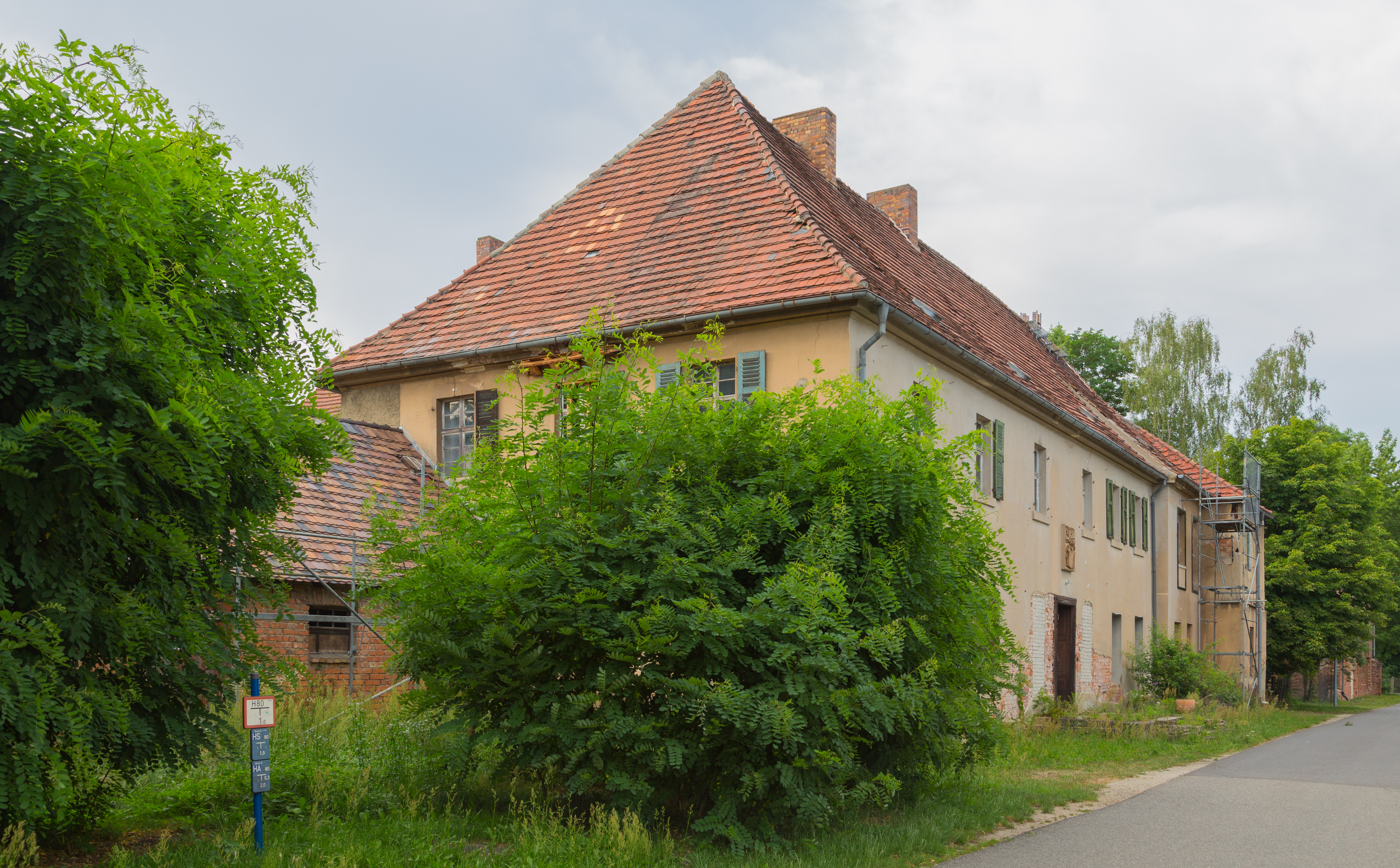
Herrenhaus Koschendorf

Entgegen dem bisherigen Kenntnisstand dürfte das Dorf Coßmeßdorff, in welchem am 24. Oktober 1500 Nickel von Köckritz zu Raakow vier Hüfner und zwei Gärtner von Mgf. Joachim von Brandenburg zu Lehen erhielt, auf Koschendorf zu beziehen sein, und damit die erste urkundliche Erwähnung darstellen.
Am 17. Oktober 1527, als sich der Weiler bereits seit rund einhundert Jahren im Besitz derer von Köckritz befand, findet sich die heute noch genutzte Bezeichnung Koschendorf. Damals erhielt Sigmund von Köckritz zu Raakow neben anderen Gütern u. a. einen Anteil an Koschendorf von dem neuen böhmischen König Ferdinand I. († 1564) zum Lehen, nachdem der vorherige König von Böhmen und Ungarn, Ludwig II., am 29. August 1526 in der Schlacht bei Mohács gestorben war. Die andere Hälfte des Dorfs erwarben 1538 die von Zabeltitz von den von Pannwitz auf Kathlow.
Die von Köckritz hielten den Besitz bis mindestens 1732, waren aber offenbar in finanziellen Schwierigkeiten. Ein Mitglied der Familie, Hieronymus von Köckritz auf Tranitz verklagte Hans Siegmund von Köckritz auf Raakow wegen ausstehender Lehnsgelder in Höhe von 2000 Talern, auf die den Gütern Groß Jauer und Kunnersdorf angefallen waren. Es kam zu einem Vergleich, den die Kinder des Hieronymus von Köckritz, eine Anna Margarethe und ein Sohn, der ebenfalls den Namen Hieronymus trug, mit Margarethe von Köckritz abschlossen. Offenbar waren die strittigen Lehnsgelder mittlerweile in ein Leibgedinge umgewandelt worden. Eine weitere Klage richtete sich gegen die Geschwister von Carchesen aus Greifenhain, die sich in der Mitte des 17. Jahrhunderts um eine Gemarkung mit der Bezeichnung Crandorfscher Busch stritten. Im Jahr 1685 erhielt Sigismund von Köckritz vom Herzog Christian I. die Erlaubnis, seine Güter Laubst, Koschendorf und Siewisch mit 1200 Talern zu belasten. Innerhalb der Familie kam es weiterhin zu Streitigkeiten zwischen Joachim Erdmann von Köckritz aus Greifenhain und Ferdinand von Köckritz aus Koschendorf, die sich um die Inspektion eines Hospitals in Drebkau und die dortigen Einkünfte stritten. Kaspar (Caspar) Sigismund von Köckritz war zu dieser Zeit in einen Grenzkonflikt mit Wolf Nicol von Muschwitz aus Wintdorf eingebunden. Dieser hatte wiederum bereits am 28. Juni 1688 eine öffentliche Befragung durchführen lassen, um die Eigentumsverhältnisse eines Erlenbuschs klären zu lassen, der sich an der Koselmühle befand. Nur wenige Monate später stritten die von Muschwitz mit den von Köckritz um einen „Streifen Landes, gelegen zwischen Cottbuser Stadtheide und Koschendorf“. In einer weiteren Auseinandersetzung ging es um die Abpfändung und Schlachtung von Mastschweinen und der Wegnahme von rechtmäßig gepachteten Äckern auf der Wintdorfer Feldflur. Nach und nach kamen die von Köckritz durch die gerichtlichen Auseinandersetzungen in finanzielle Not. Um erneut gegen die von Muschwitz klagen zu können, musste Hans Kaspar von Muschwitz eine Kaution stellen, damit Caspar Sigismund eine Klage vor dem Amt Cottbus einreichen konnte. Nur kurze Zeit später ging er gegen Johann Ernst von Staupitz aus Burkau gerichtlich vor. Ihm warf er vor, das halbe Gut Laubst zu relutieren.
Zu Beginn des 18. Jahrhunderts wurden die Schulden derer von Köckeritz aktenkundig. Sie mussten eine Wiese bei Siewisch, die als Belischna bezeichnet wurde, an einen Hans Heinrich von Nostitz auf Laubst und Geißendorf verpfänden. Dies führte offenbar zu unklaren Abgabenverhältnissen, denn der dortige Kirchbauer Kaspar Wrose ging gegen die von Köckritz vor und gab dabei an, mit doppelten Lasten belegt worden zu sein. Außerdem erhielt er von Caspar Dietrich von Zabeltitz ein Darlehen in Höhe von 2500 Talern. Ein Dietrich von Zabeltitz war aber nicht nur Gläubiger derer von Köckritz, sondern ging auch gerichtlich gegen Siegmund von Köckritz wegen einer (der?) bei Siewisch gelegenen Wiese vor. Etwa zur gleichen Zeit musste er sich gegen August von Buchner aus Radensdorf gerichtlich zur Wehr setzen, der Grenzdifferenzen aufgeworfen hatte. Zwischen 1729 und 1732 stritten sich Ferdinant von Köckritz und Friedrich von Löben aus Brodkowitz um das zwischen Kackrow und Koschendorf gelegene Fließ. Anton Heinrich von Wackerbarth, Ehemann der Christiane Charlotte von Köckritz und Gutsherr auf Kogel bei Sterley im Herzogtum Lauenburg, erwarb von seinem überschuldeten Schwager 1742 die Grundherrschaft und ließ kurz danach ein neues, noch heute stehendes Herrenhaus erbauen.

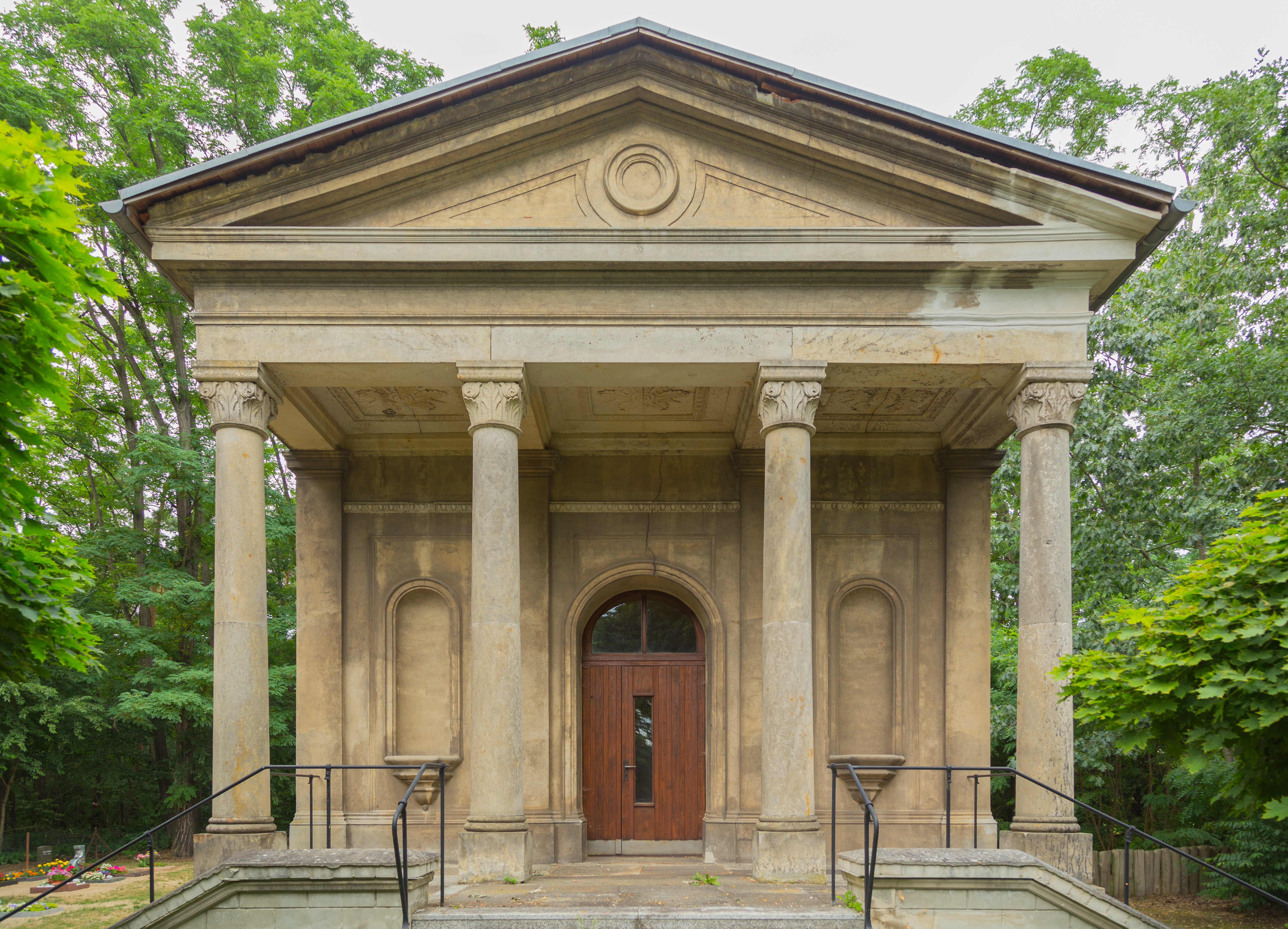
Wackerbarth-Mausoleum

Im Zeitraum zwischen 1811 und 1828 kam Koschendorf auf dem Erbweg an die Enkelin Wilhelmine von Wackerbarth, Ehefrau des Ferdinand Leopold von Böltzig, die es 1864 wiederum an ihren Neffen Teut von Wackerbarth (1816–1904) vererbte. In diesem Jahr gab es im Dorf eine Wassermühle und eine Ziegelei. Die Mühle erschien jedoch bereits indirekt im Jahr 1847. Zu dieser Zeit wollte der Mühlenmeister Plötner aus Koschendorf am Landgraben auf der Feldmark Dahlitz eine Wassermühle errichten. In dieser Zeit gab es im Ort noch eine Mühle, in die der Besitzer Theobald von Wackerbarth (1869–1927) eine Turbine einbauen wollte. Anfang des 20. Jahrhunderts ließen die von Wackerbarth ein Mausoleum auf dem örtlichen Friedhof errichten, in dem Teut von Wackerbarth und dessen Nachfahren ihre letzte Ruhe fanden. Nach dem Ende des Zweiten Weltkrieges, in dem der letzte Besitzer Marquard Konrad von Wackerbarth im Februar 1945 gefallen war, wurden seine Kinder im Rahmen der Bodenreform enteignet und das Land auf Neubauern verteilt.

### Dorfgeschichte
Nach dem Prager Frieden kam Koschendorf im Jahr 1635 zum Kurfürstentum Sachsen. Der Ort war damals als sächsische Exklave vollständig von der kurfürstlich-brandenburgischen bzw. ab 1701 preußischen Herrschaft Cottbus umgeben, die wiederum eine Exklave innerhalb Kursachsens bildete. Im Jahr 1708 gab es in Koschendorf insgesamt zwölf Büdnerhöfe, auf denen 16 Personen im Alter von 12 bis 60 Jahren lebten. Im Jahr 1718 war von elf Häuslern die Rede, 1723 von 15 Kossäten. Im Dorf lebten im Jahr 1755 insgesamt 68 männliche und 66 weibliche Einwohner. Die durchschnittliche Ernte betrug im genannten Jahr 398 Dresdner Scheffel Korn, 12 Scheffel Weizen, 30 Scheffel Gerste, 54 Scheffel Hafer, ein Scheffel Erbsen und 20 Scheffel Heidekorn. Außerdem bauten die Bewohner Hopfen, Lein, Hirse und Kartoffeln an.
Kursachsen wurde 1806 zum Königreich erhoben. Bis 1810 wuchs das Dorf auf 16 Ganzkossäten sowie einen Häusler oder Büdner an. Bei der auf dem Wiener Kongress beschlossenen Teilung des Königreiches Sachsen kam Koschendorf zum Königreich Preußen und lag dort nach der 1816 durchgeführten Gebietsreform im Kreis Calau in der Provinz Brandenburg. Im Jahr 1818 umfasste der Ort 22 Feuerstellen und hatte 124 Einwohner. Im Jahr 1823 lebten im Dorf zehn Kossäten und sechs Halbkossäten. Bis 1846 wuchs die Einwohnerzahl wuchs 145 Personen an; zwischenzeitlich war neben dem Dorf auch ein Gut entstanden. Der Dorfbezirk umfasste 1869 eine Fläche von insgesamt 256 Morgen (Mg), der Gutsbezirk war 1977 Mg groß. Bei der Volkszählung am 1. Dezember 1871 hatte Koschendorf 153 Einwohner. Im Jahr 1900 war das Dorf 65 Hektar (ha) und das Gut 584 ha groß. In der Gemeinde lebten 73, im Gut 47 Personen. Um zusätzliche Flächen landwirtschaftlich zu nutzen, entstanden zum Anfang des 20. Jahrhunderts weitere Gräben, mit denen eine Melioration vorgenommen wurde. Im Jahr 1925 waren es nach der Auflösung des Gutsbezirks im gesamten Dorf 143 Personen, im Jahr 1939 nur noch 135. In dieser Zeit gab es im Ort noch eine Mühle, in die der Besitzer Th. von Wackerbarth eine Turbine einbauen wollte.
Nach dem Ende des Zweiten Weltkrieges kam die Gemeinde Koschendorf zur Sowjetischen Besatzungszone und somit ab 1949 zur DDR. Der Landkreis Calau wurde am 1. Juli 1950 verkleinert und in Landkreis Senftenberg umbenannt, am gleichen Tag wurde Koschendorf in die Nachbargemeinde Siewisch eingegliedert. Bei der Gebietsreform am 25. Juli 1952 kam die Gemeinde Siewisch mit dem Ortsteil Koschendorf zum Kreis Cottbus (ab 1954 Kreis Cottbus-Land) im Bezirk Cottbus. In den 1970er Jahren wurde das Dorf als Kiessandlagerstätte des „VE Baustoffkombinat Cottbus für Zuschlagstoffe und Kalksandsteine“ genutzt.
Nach der Wiedervereinigung lag die Gemeinde Siewisch mit dem Ortsteil Koschendorf zunächst im Landkreis Cottbus in Brandenburg. Im Jahr 1992 schloss die Gemeinde sich zur Erledigung ihrer Verwaltungsaufgaben dem Amt Drebkau (Niederlausitz) an. Der Landkreis Cottbus ging am 6. Dezember 1993 in dem im Zuge der Kreisreform neu gebildeten Landkreis Spree-Neiße auf. Am 31. Dezember 2001 wurde Siewisch nach Drebkau eingemeindet und das Amt Drebkau (Niederlausitz) wurde aufgelöst. Koschendorf ist seitdem ein Gemeindeteil des Ortsteils Siewisch ohne eigenen Ortsbeirat.

## Bevölkerungsentwicklung
| Einwohnerentwicklung in Koschendorf von 1875 bis 1946 | Einwohnerentwicklung in Koschendorf von 1875 bis 1946 | Einwohnerentwicklung in Koschendorf von 1875 bis 1946 | Einwohnerentwicklung in Koschendorf von 1875 bis 1946 | Einwohnerentwicklung in Koschendorf von 1875 bis 1946 | Einwohnerentwicklung in Koschendorf von 1875 bis 1946 |
| Jahr                                                  | Einwohner                                             | Jahr                                                  | Einwohner                                             | Jahr                                                  | Einwohner                                             |
| ----------------------------------------------------- | ----------------------------------------------------- | ----------------------------------------------------- | ----------------------------------------------------- | ----------------------------------------------------- | ----------------------------------------------------- |
| 1875                                                  | 148                                                   | 1925                                                  | 143                                                   | 1946                                                  | 208                                                   |
| 1890                                                  | 139                                                   | 1933                                                  | 141                                                   |                                                       |                                                       |
| 1910                                                  | 136                                                   | 1939                                                  | 135                                                   |                                                       |                                                       |

Nach Auskunft des sorbischen Volkskundlers Arnošt Muka von 1884 hatte die Gemeinde Koschendorf damals 160 Einwohner; davon waren 106 Sorben, was einem sorbischsprachigen Bevölkerungsanteil von 66,3 Prozent entspricht. In der Kirchengemeinde Leuthen, zu der Koschendorf gehörte, wurden die sorbischsprachigen Gottesdienste neun Jahre zuvor eingestellt. In der folgenden Zeit ging der Anteil sorbischsprachiger Einwohner weiter zurück, in den 1950er Jahren hatten in der gesamten Gemeinde Siewisch, wohin Koschendorf inzwischen eingemeindet war, nur noch fünf Einwohner Sorbischkenntnisse.

## Kultur und Sehenswürdigkeiten

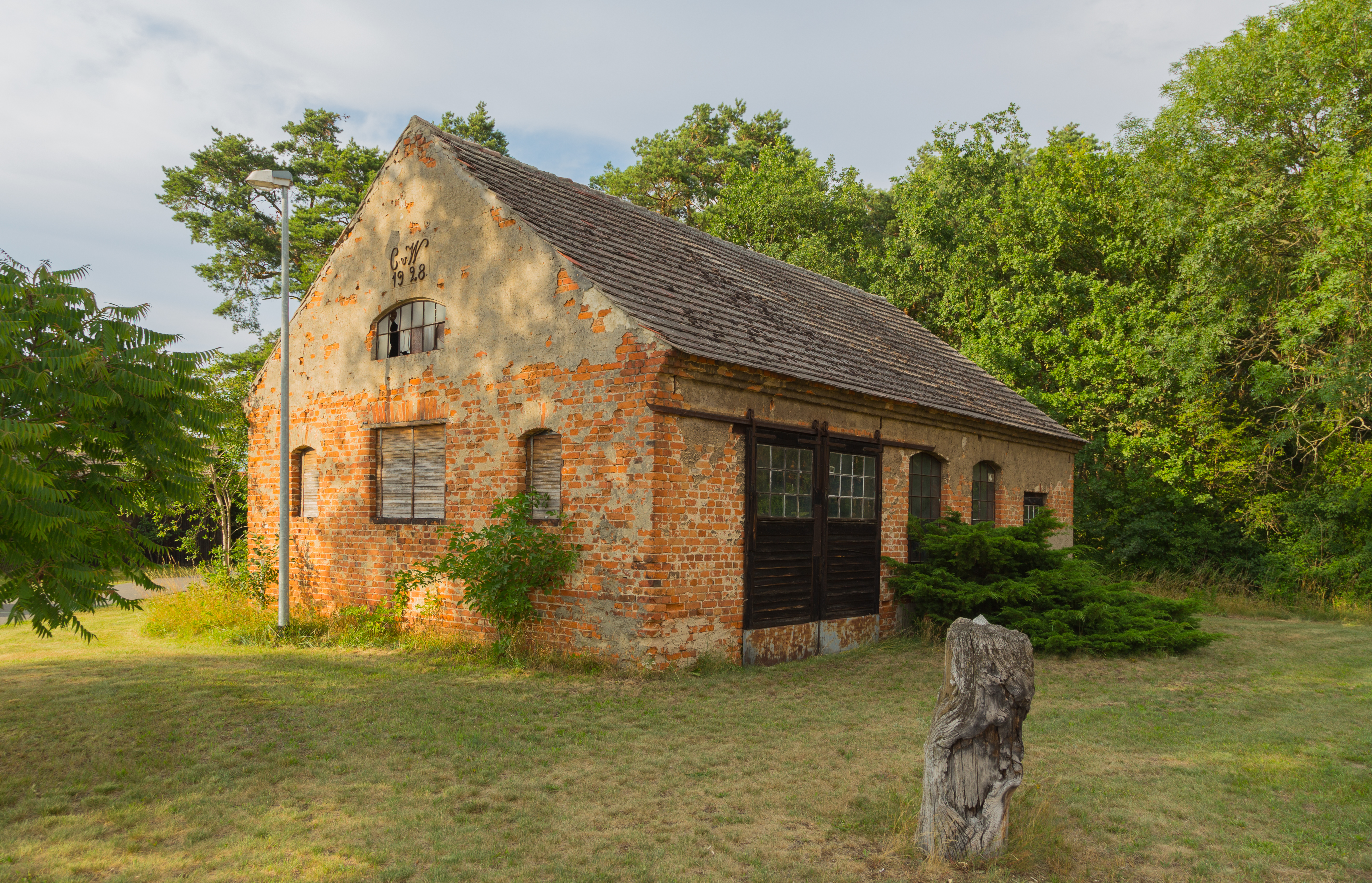
Die ehemalige Dorfschmiede steht unter Denkmalschutz

- Das Herrenhaus Koschendorf, das Wackerbarth-Mausoleum und die Dorfschmiede stehen unter Denkmalschutz.
- Der Heimatverein Koschendorf führt jährlich zahlreiche Veranstaltungen des traditionellen Brauchtums durch, z. B. das Zampern, ein Osterfeuer und das Maibaumaufstellen.

## Persönlichkeiten

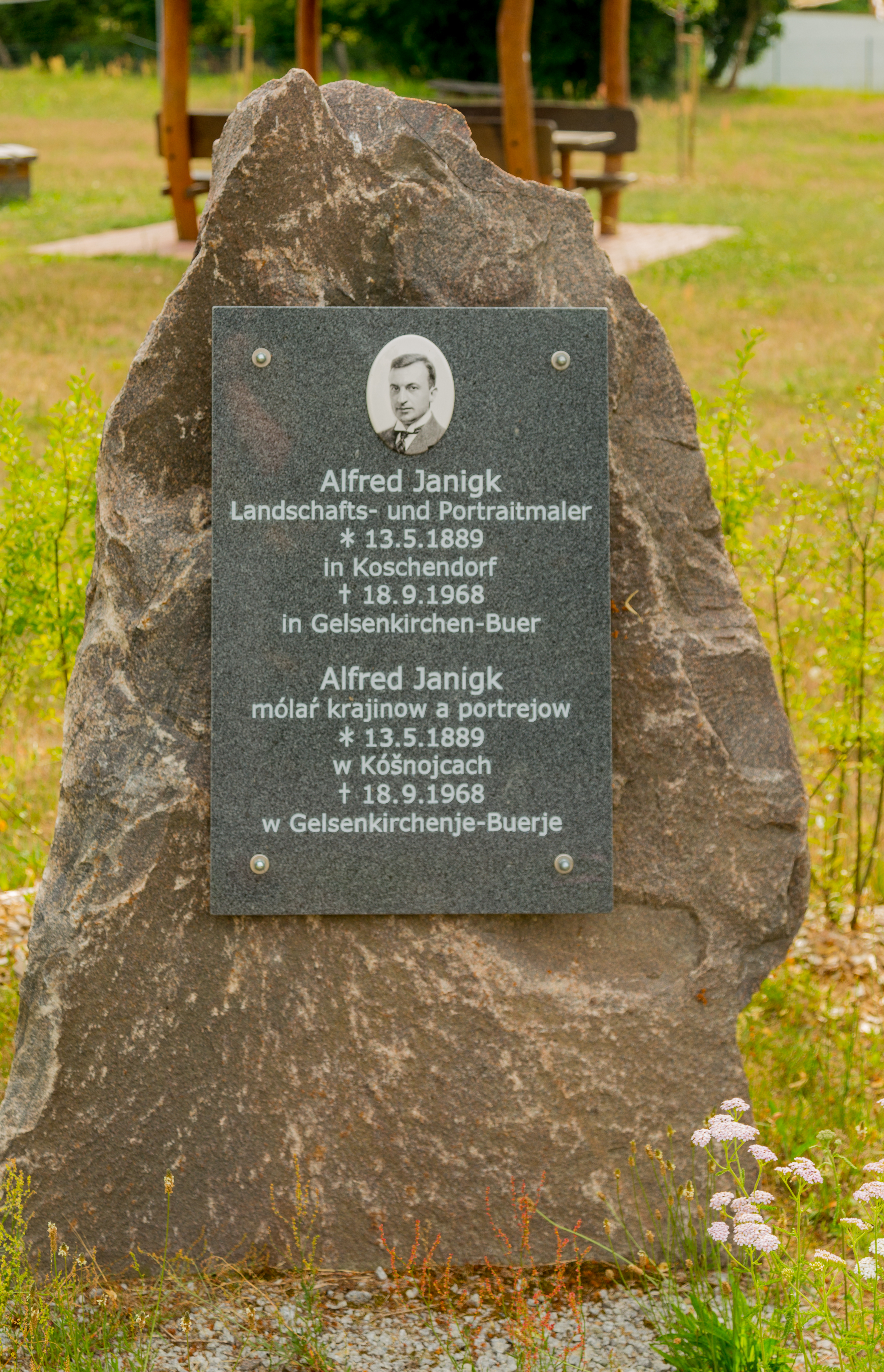
Gedenkstein für den Maler Alfred Janigk im Ort

- Ludwig Carl Wilhelm von Wackerbarth (1747–1817), Rittergutsbesitzer
- Alfred Janigk (1889–1968), Kunst-, Porträt- und Landschaftsmaler, geboren in Koschendorf